# Pseudagrion nigrofasciatum
Pseudagrion nigrofasciatum – gatunek ważki z rodziny łątkowatych (Coenagrionidae).